# Il collezionista (John Fowles)
Il collezionista (The Collector) è un romanzo di John Fowles.
È un romanzo di stampo post-freudiano, raccontato, nella prima parte, attraverso un io narrante represso e dalla mente contorta, Frederick Clegg; si scoprirà più oltre che Clegg ha anche gravi problemi di impotenza. Il narratore-protagonista, semplice impiegato municipale, dopo aver vinto al Totocalcio, decide di rapire una giovane e affascinante studentessa di arte che ha a lungo ammirato da lontano. Il rapimento della sua amata Miranda ha successo ma, dopo una estenuante prigionia, la sua vittima muore. Nella seconda parte, è la vittima a descrivere la propria prigionia nelle pagine di un diario in cui emergono i suoi sentimenti, i suoi legami d'amicizia o d'amore con i protagonisti del suo mondo. Nella terza e quarta parte è di nuovo Clegg a raccontare. Dapprima, non appena si rende conto che Miranda è morta, vuole suicidarsi; ma quando, dalla lettura del diario di Miranda, si convince che lei non l'ha mai amato, allora conclude di non essere lui il responsabile della tragedia e di star molto meglio senza di lei. Dovrà forse rapirne un'altra, di ragazza; è rimasto affascinato dalla commessa di un negozio, che certamente non è un'intellettuale com'era Miranda, e quindi è più vicina al suo modo di essere. Ci penserà.
In questo romanzo Fowles continua ad essere attratto dalla "repressione degli istinti" e al tempo stesso dall'abbattimento di qualsiasi freno inibitorio, con il conseguente rilascio dell'energia sessuale, intesa come mera liberazione personale.

## Curiosità
- A epigrafe del libro, si legge: "que fors aus ne le sot rien nee"; è una citazione da un manoscritto francese del XIV secolo, La Châtelaine de Vergi; in francese moderno: "que personne sauf eux n'en connaissait rien", e cioè: "che, tranne loro, nessuno ne sapeva nulla".
- Nel 1965 il romanzo fu oggetto di una omonima trasposizione cinematografica con Terence Stamp e Samantha Eggar. La sceneggiatura del film venne scritta da Stanley Mann e John Kohn, e la regia fu affidata a William Wyler, che rifiutò Tutti insieme appassionatamente per dirigerlo.
- Nel 1985, Leonard Lake & Charles Chi-Tat Ng rapirono la diciottenne Kathy Allen e successivamente la diciannovenne Brenda O'Connor. Lake si disse ispirato dalla lettura de Il collezionista. Egli descrisse in un video il piano ideato per procurarsi delle schiave sessuali. I due sono sospettati di aver ucciso almeno 25 persone, incluse due famiglie intere. Sebbene Lake avesse già commesso numerosi crimini nella zona di Ukiah (California), la sua "Operazione Miranda" iniziò solo dopo che si fu trasferito a Wilseyville, California. I filmati casalinghi degli omicidi e i diari scritti da Lake rinvenuti nei pressi del covo dei due, rivelarono come Lake avesse chiamato il suo diabolico piano Operation Miranda ispirandosi al personaggio presente nel libro di Fowles.[1]
- Il serial killer omosessuale Robert Berdella si guadagnò il soprannome di "The Kansas City Butcher" ("Macellaio di Kansas City") a causa della sua abitudine di dissezionare le proprie vittime, che poi metteva in sacchi della spazzatura, e di "The Collector" ("Collezionista") in riferimento al film Il collezionista del 1965, tratto dal romanzo di Fowles, che egli dichiarò essere alla base delle sue fantasie omicide avendo influenzato il suo modus operandi.[2]
- Nel 2020, Giorgio Lupano, grazie a una campagna di crowdfunding, realizzerà uno spettacolo tratto da questo romanzo. Lo spettacolo è diretto dal regista teatrale Francesco Bonomo e, trova tra i suoi interpreti, oltre allo stesso Lupano, anche Beatrice Arnera.